# Cezaris
Cezaris, vars riktiga namn är Cezarijus Grausinis (född 1967 i Litauen), är en internationellt känd teaterregissör.  Han har jobbat bland annat i Sverige, Nederländerna, Lettland, på Färöarna och under senare år också i finlandssvenska teatrar. Till hans regiarbeten hör föreställningarna No Return på Viirusteatern 2005 och William Shakespearetolkningen En Vintersaga på Svenska Teatern under 2006. Från och med den första augusti 2007 är Cezaris teaterchef på Viirus.